# Rossinante
Rossinante, ou Rocinante, est le cheval de Don Quichotte, dans le roman Don Quichotte de Miguel de Cervantes y Saavedra.
En espagnol, rocín signifie « cheval de bas-rang », mais également « homme illettré et rustre ». Ce terme est à comparer au français « roussin » ou « rosse » et au portugais « rocim », mais l'étymologie réelle est incertaine. Le mot espagnol ante signifie « devant » ou « avant » ; et comme l'indique la narration au début du livre, lorsque Don Quichotte cherche un nom pour sa monture, il choisit Rossinante pour « signifier clairement que sa monture avait été antérieurement une simple rosse, avant de devenir la première de toutes les rosses du monde. »
Rossinante est un mâle.
Le chapitre XV du tome 1 du roman de Cervantès indique sans ambiguïté le sexe de la monture de Don Quichotte.
Extrait : « […] ils arrivèrent à une prairie couverte d’herbe fraîche, au milieu de laquelle coulait un doux et limpide ruisseau. Conviés par la beauté du lieu, ils résolurent d’y passer les heures de la sieste ; car l’ardeur de midi commençait à se faire rudement sentir.
Don Quichotte et Sancho mirent pied à terre, et, laissant l’âne et Rossinante paître tout à leur aise l’herbe abondante que le pré leur offrait, ils donnèrent l’assaut au bissac, et, sans cérémonie, en paix et en bonne société, maître et valet se mirent à manger ensemble ce qu’ils y trouvèrent.
Sancho n’avait pas songé à mettre des entraves à Rossinante ; car il le connaissait pour si bonne personne et si peu enclin au péché de la chair, que toutes les juments des herbages de Cordoue ne lui auraient pas donné la moindre tentation. Mais le sort ordonna, et le diable aussi, qui ne dort pas toujours, que justement dans ce vallon se trouvassent à paître un troupeau de juments galiciennes que menaient des muletiers, lesquels ont coutume de faire la sieste avec leurs bêtes dans les endroits où se trouvent l’herbe et l’eau. Celui où s’était arrêté don Quichotte était donc fort à leur convenance. Or, il arriva que Rossinante sentit tout à coup le désir d’aller folâtrer avec mesdames les juments, et sortant, dès qu’il les eut flairées, de ses habitudes et de ses allures naturelles, sans demander permission à son maître, il prit un petit trot coquet, et s’en alla leur communiquer son amoureuse envie. Mais les juments, qui avaient sans doute plus besoin de paître que d’autre chose, le reçurent à coups de pied et à coups de dents, si bien qu’en un moment elles rompirent les sangles de la selle, et le laissèrent tout nu sur le pré. Mais une autre disgrâce l’attendait, plus cuisante encore : les muletiers, voyant qu’il voulait faire violence à leurs juments, recoururent aux pieux qui servaient à les attacher, et lui assenèrent une telle bastonnade, qu’ils l’eurent bientôt jeté les quatre fers en l’air […] ».
Traduction par Louis Viardot.

## Galerie

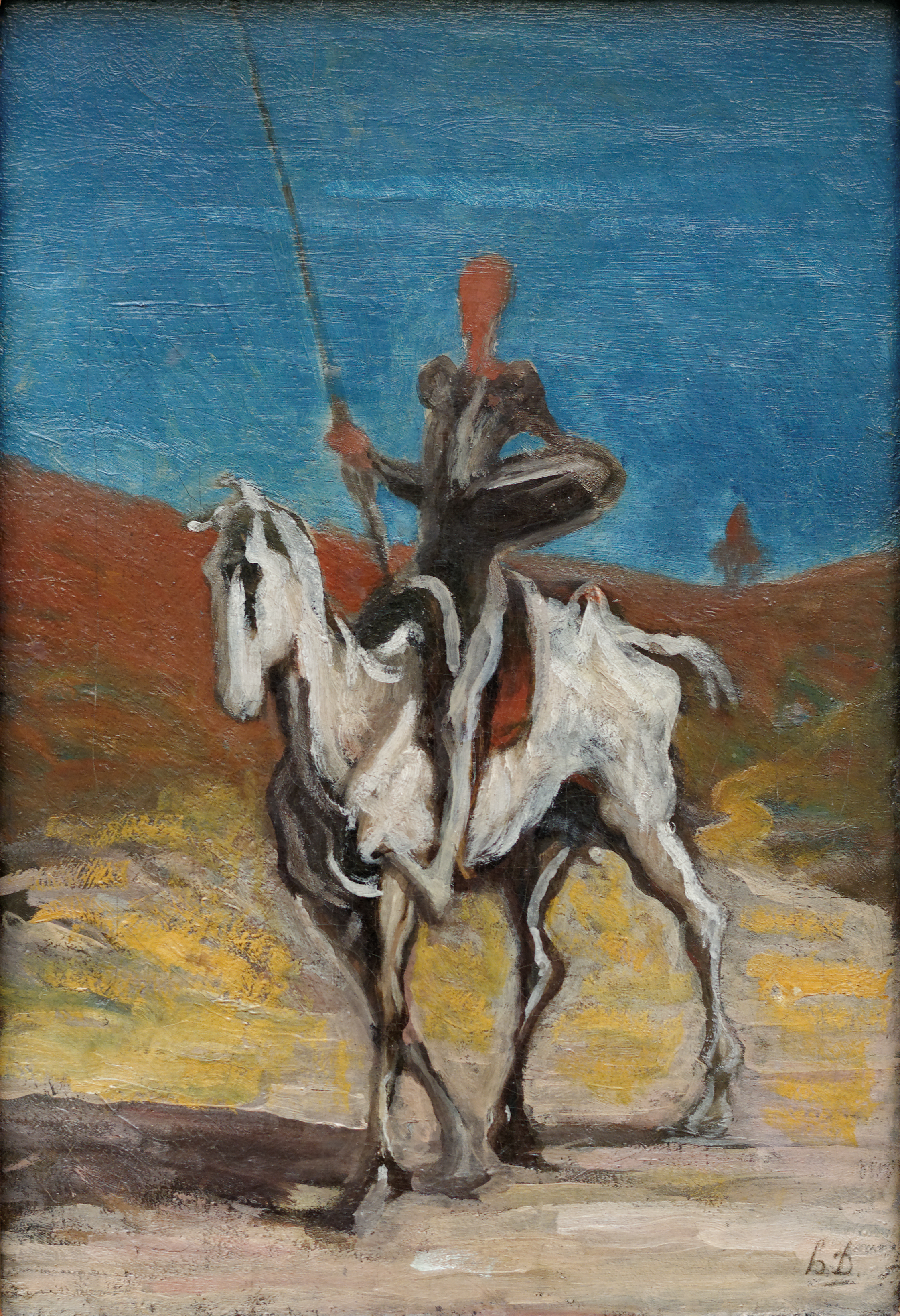
Don Quichotte et Rossinante, tableau d'Honoré Daumier (vers 1868).
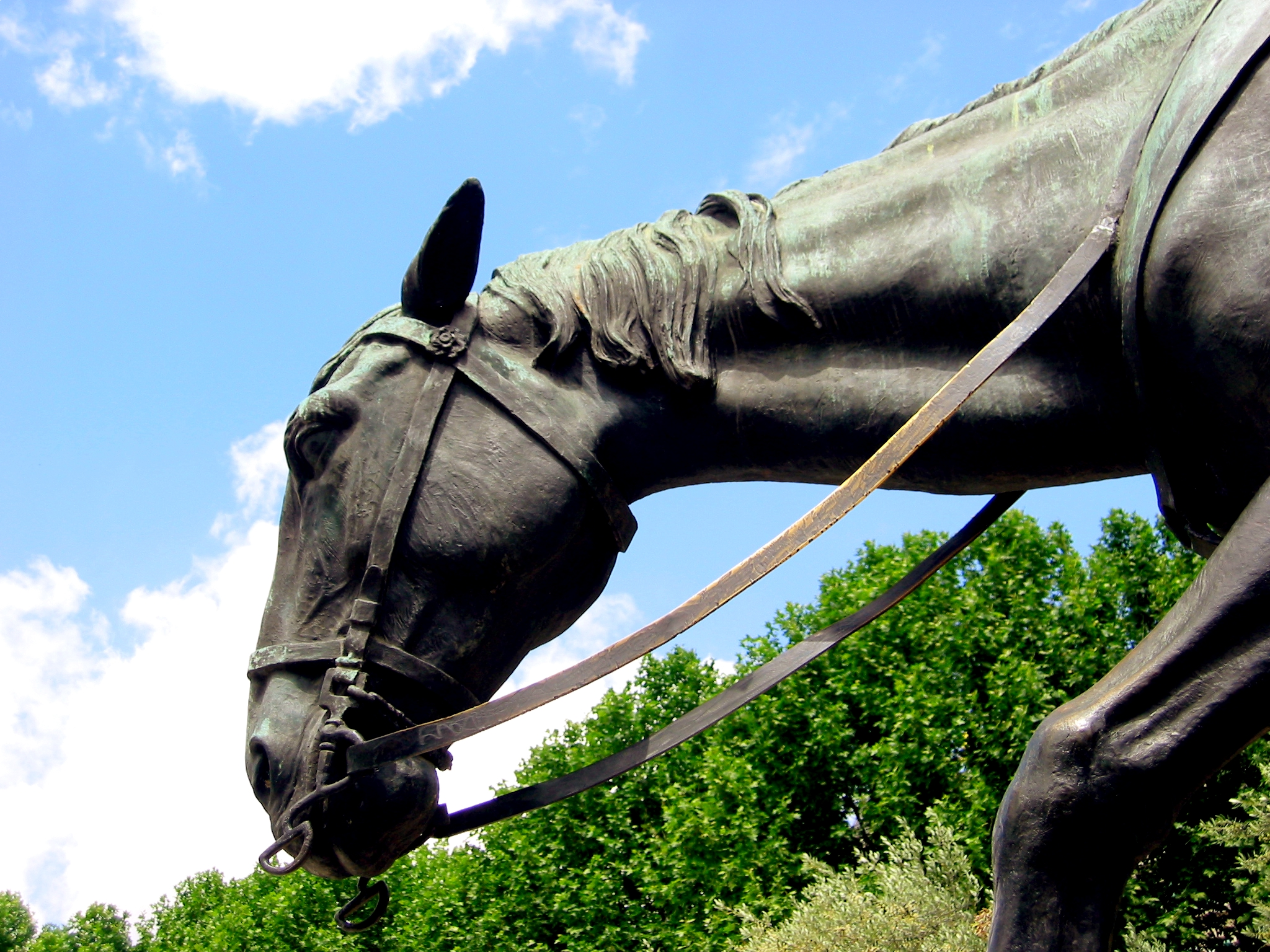
Monument à Madrid, de Lorenzo Coullaut Valera (1930).
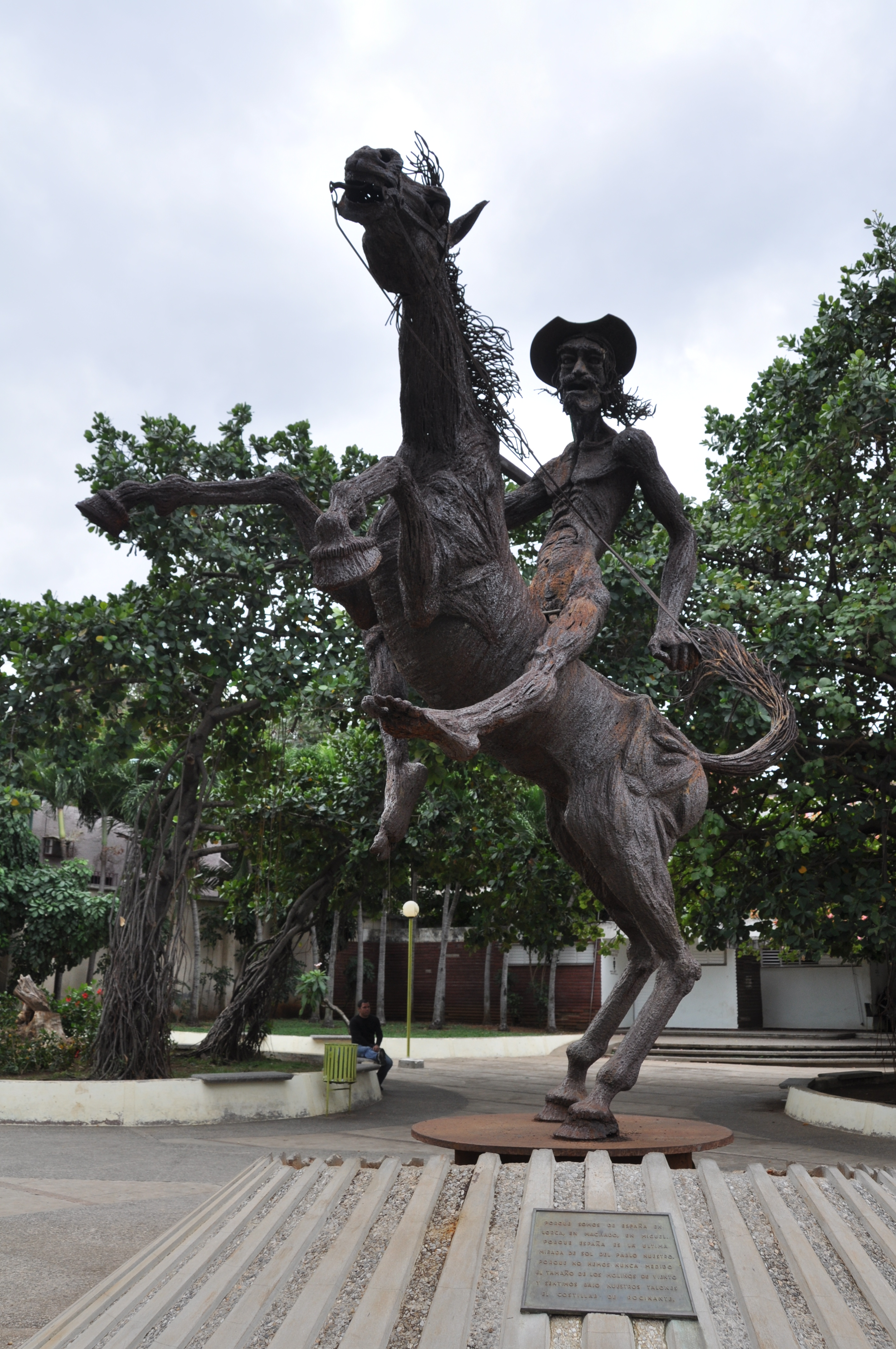
Sculpture à La Havane, de Sergio Martínez.

## Postérité
- Dans la saga The Expanse, de même que dans son adaptation en série télévisée, le vaisseau utilisé par les survivants de la destruction du transport de glace Canterbury et du cuirassé Dönnager est rebaptisé Rossinante.
- C'est aussi le nom du véhicule de la coursière Jazz, héroïne du roman Artémis d'Andy Weir.
- Dans le manga One Piece, Rossinante est le prénom du personnage Don Quichotte Rossinante, plus connu sous le nom de Corazon, le petit frère biologique de l'un des antagonistes de la série, Don Quichotte Doflamingo.
- Dans le dessin animé Sous le signe des mousquetaires, le cheval de d’Artagnan s’appelle Rossinante.
- Rocinante est le nom qu'a donné John Steinbeck à son camping-car dans lequel il a fait le tour des états-unis alors qu'il travaillait sur son récit voyage avec Charley (1962).
- Dans le manga Spriggan, le Rosinante est un navire de l'Arkam dans l'épisode 6.
- Rocinante est le nom d'un bar à vin dans la ville de Poitiers, en France